# Afanasi Ordín-Nashchokin

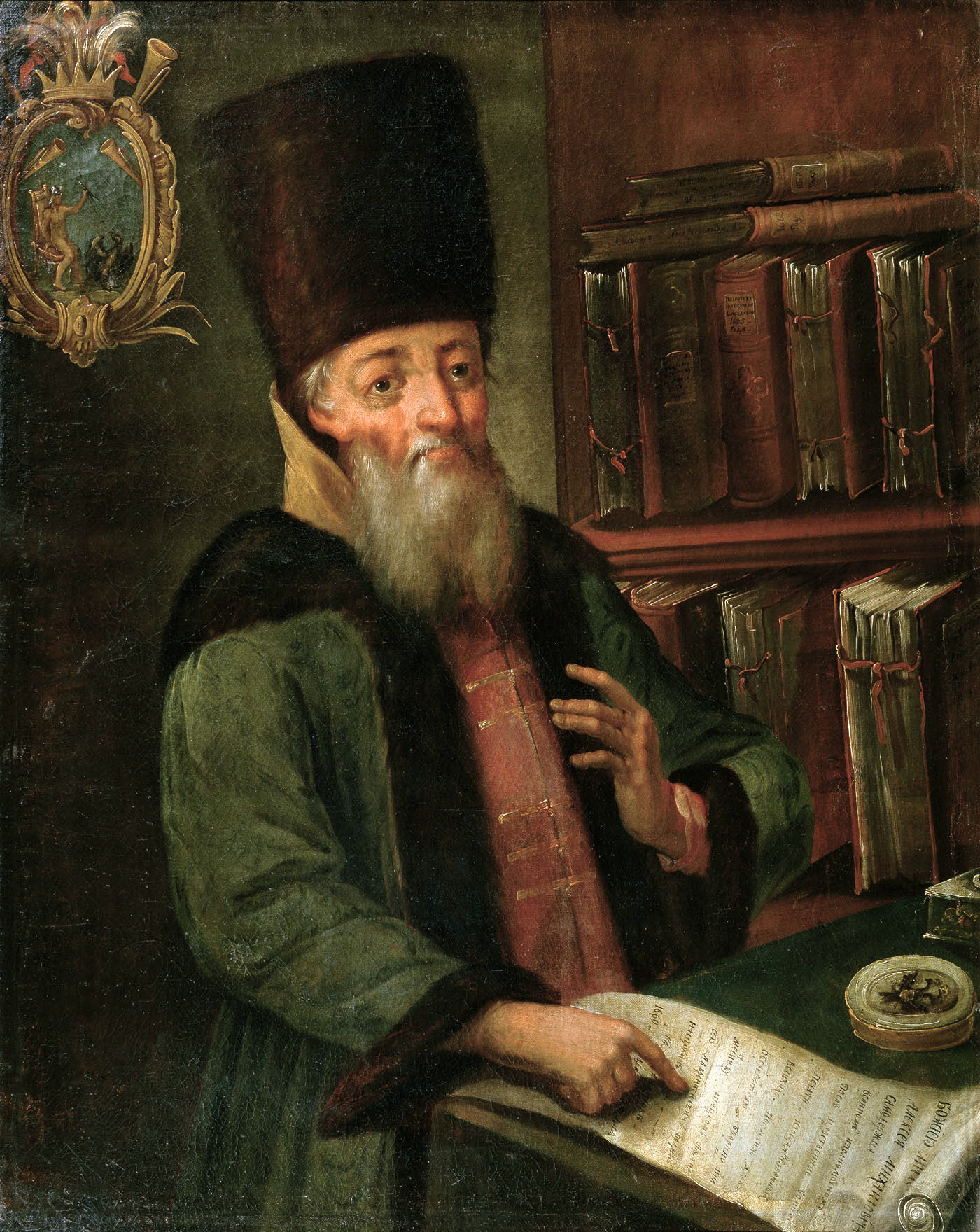
Afanasi Lavréntevich Ordín-Nashchokin.

Afanasi Lavréntevich Ordín-Nashchokin (en ruso: Афанасий Лаврентьевич Ордин-Нащокин; Pskov, 1605-Monasterio Krypetski, 1680) fue un diplomático y estadista ruso. Fue funcionario y gobernador en el Posolski Prikaz (Departamento de Exteriores) de 1667 a 1671 y monje bajo el nombre de Antonio. Fue el precursor de Pedro I de Rusia en cuanto a la apertura de Rusia hacia el exterior.

## Biografía
Afanasi Ordín-Nashchokin fue uno de los más prestigiosos estadistas del siglo XVII. Su carrera no conoció precedente en la historia de Rusia, ya que fue la primera personalidad salida de la pequeña nobleza que obtuviera el título de boyardo y ejerciera las más altas funciones del estado sin haber sido elegido por sus vínculos familiares sino en razón a sus aptitudes personales y su conocimiento de un gran número de materias. Hombre incorruptible, hizo gala de una gran rectitud moral e intelectual.

### Inicio de su carrera
Era hijo de un pobre funcionario de Pskov, deseoso de ver a sus hijos estudiar latín, alemán y matemáticas. Afanasi entró en el ejército con quince años, tras lo que le fue encargado dirigir una misión diplomática en Moldavia con el fin de adquirir experiencia y las informaciones necesarias acerca de los polacos, los turcos, y los cosacos y tártaros de Crimea. En 1642, se inicia en las funciones públicas, negociando nuevas delimitaciones de las fronteras ruso-suecas tras el tratado de Stolbovo, firmado el 27 de febrero de 1617 y que puso fin a la Guerra de Ingria (1610-1617). 
Nombrado para el alto mando, participa en la guerra ruso-sueca (1656-1658), donde hizo muestra de una gran habilidad. Ya en esta época Ordín-Nashchokin gozaba de una reputación excelente en Rusia, comprendiendo perfectamente la cultura y los problemas alemanes. Fue uno de los primeros rusos que adquirió libros extranjeros -más de sesenta y nueve obras latinas le fueron enviadas en cierto período.
Durante la década de 1650, Ordín-Nashchokin fue oficial en el ejército y ocupó varios puestos de gobernador en diferentes guberniyas del oeste de Rusia. El ingenio que mostró con la ocasión de la rebelión de Pskov de 1650 atrajo sobre él la atención del joven Alejo I, gracias a su influencia personal, el futuro diplomático consigue controlar este levantamiento.

### Carrera diplomática
En 1657, Alejo I lo nombra ministro plenipotenciario a cargo de las negocios con los suecos sobre el río Narva. En el marco de estas negociaciones, mediante su clarividencia, fue el único estadista ruso que comprendió la importancia de las costas del mar Báltico para Rusia y, a pesar de la obstinación celosa de sus colegas, firmó el 20 de diciembre de 1658 el Tratado de Valiesar por el cual Rusia fue autorizada a conservar durante tres años los territorios conquistados en la guerra ruso-polaca de 1656-58, es decir, Livonia (región que corresponde actualmente a Letonia, Estonia, Koknese, Alūksne, Tartu, Syrensk). Por sus servicios a Rusia, Alejo I lo eleva al rango de dumny dvorianín (consejero perteneciente a la nobleza).
En 1660, Ordín-Nashchokin fue humillado por la huida de su hijo Voyn Afanásievich a Europa Occidental. Éste, como su padre, estudió lenguas extranjeras y diplomacia. Apenado, el padre presentó su dimisión al zar, pero Alejo I rechazó el separase de su preciado estadista, rechazando igualmente hacerle cargar el peso de las faltas cometidas por su hijo. Ordín-Nashchokin continuó negociando para ponerle fin a la guerra con Polonia. Fue nombrado gobernador de Pskov y okólnichi (rango de nobleza inmediatamente inferior al de boyardo).
En 1680, Ordín-Nashchokin fue nombrado jefe de la delegación plenipotenciaria encargada de transformar el tratado de Valiesar firmado el 20 de diciembre de 1658 en una paz permanente. Hizo conocer su visión de prolongar esta tregua con Suecia. Carlos II de Inglaterra se ofreció para mediar y propuso una conversación de paz. Ordín-Nashchokin puso el acento sobre la importancia que Livonia tenía para el desarrollo del comercio de Rusia. Ante el rechazo sueco, abandonó las negociaciones, las cuales acabarían en el tratado de Kardis firmado en 1661 entre Moscú y Suecia, por el cual Rusia cedía a Suecia todos los territorios conquistados. Asimismo todos los navíos construidos en Tsarévich-Dmítriev serían destruidos (se habían construido en un astillero creado por Ordín-Nashchokin). Esta paz mantuvo los acuerdos territoriales del tratado de Stolbovo.
Ordín-Nashchokin dirigió los preparativos del congreso abortado de Durovicha, que debía reunirse en 1664, con el que pretendía finalizar las hostilidades entre rusos y polacos (Guerra Ruso-Polaca de 1654-1667). Por su obstinación y sus grandes competencias, el Tratado de Andrúsovo, firmado el 30 de enero de 1667 por Afanasi Ordín-Nashchokin y el polaco Jerzy Chlebowicz, fue muy ventajoso para Rusia, debiendo ceder Polonia a Moscú la ciudad de Smolensk, el voivodato de Czernikow y el control de la margen izquierdo de Ucrania. De regreso en Rusia, Alejo I lo elevó al rango de boyardo de primera clase, recibiendo el cargo de jefe del Posolski Prikaz (Departamento de Exteriores) con el título de Guardián del Gran Sello del zar y director de las oficinas imperiales. Fue, comparativamente, el primer canciller de Rusia. En 1667, le fue encargado por el zar el anuncio a todas las potencias extranjeras de la firma de la paz y la conclusión de los acuerdos comerciales y diplomáticos con Rusia.
Ordín-Nashchokin fue el primero que abolió el pesado sistema de peaje sobre las importaciones y las exportaciones, creando una asociación de comerciantes con el fin de promover las relaciones comerciales entre Suecia y Rusia. También elaboró un sistema postal entre Rusia, Curlandia y Polonia, introduciendo asimismo los diarios extranjeros tras ser traducidos y los billetes de cambio en Rusia. Aumentó el número de embajadas rusas en el extranjero. Su nombre está también asociado a la construcción de los primeros buques mercantes en el río Dviná y el Volga.

### Declive

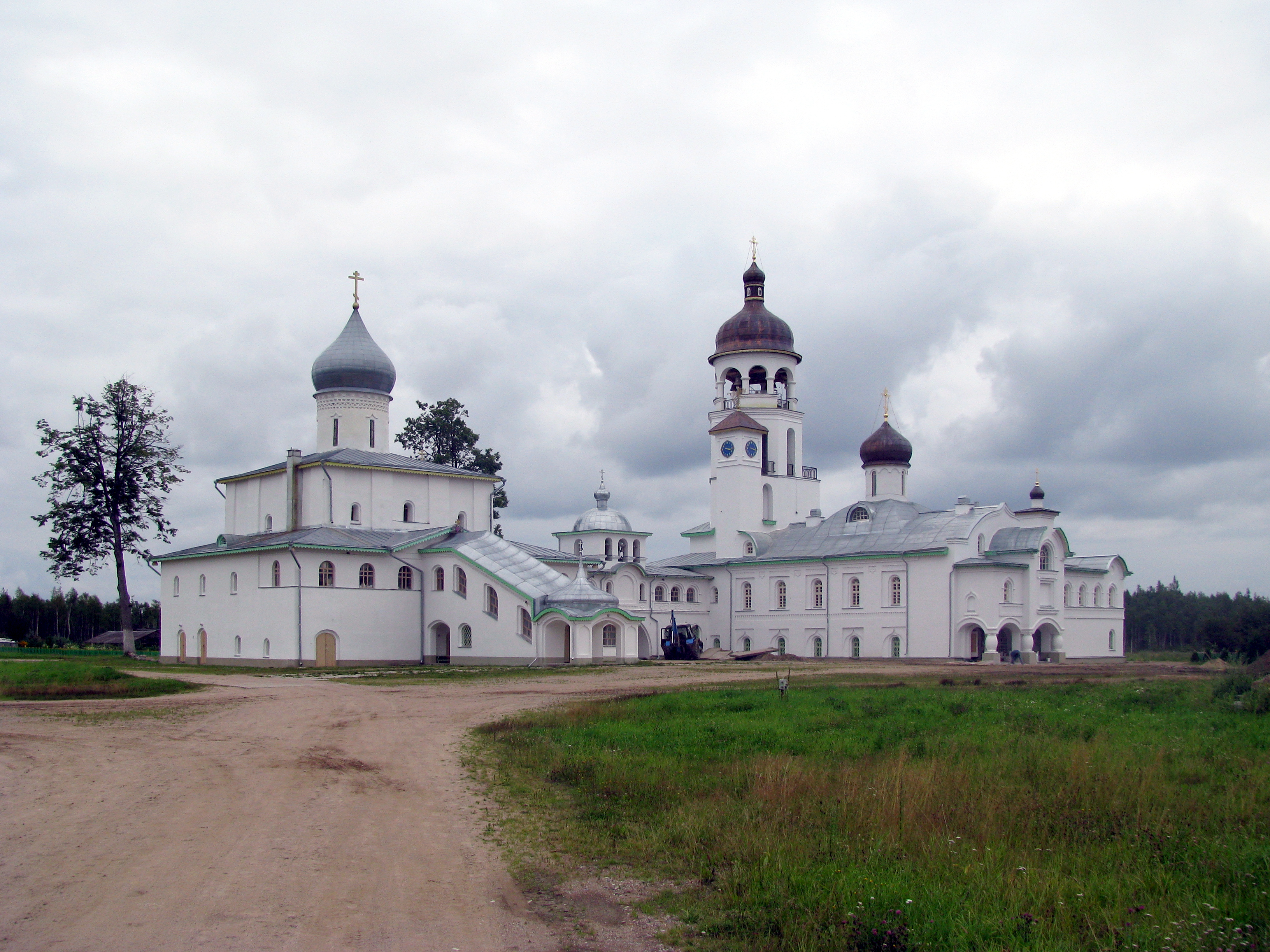
Monasterio Krypetski en la óblast de Pskov

Durante toda la duración de su carrera política, Ordín-Nashchokin debió llevar a cabo una estrecha y constante lucha contra la rutina, e igualmente contra el recelo que encontraba entre los boyardos y clérigos del Consejo. Sus exigencias acabaron por irritar a Alejo I. Había cambiado la política exterior de Rusia. Al contrario que el zar, consideraba a Polonia la aliada natural de Rusia, mientras que Suecia debía seguir considerándose un enemigo.
En 1671, Artamón Matvéyev se convirtió en el nuevo favorito de Alejo I de Rusia. En 1672, Ordín-Nashchokin fue notificado de su despido por Alejo I de Rusia.

## Fallecimiento
Afanasi Ordín-Nashchokin se retiró al monasterio Krypetski, situado a 23 km de Pskov. Tomó el hábito monástico y el nombre de Antonio. En 1679, hizo una breve aparición con ocasión de las negociaciones con Polonia pero volvería a vivir, centrándose en las obras piadosas, en su monasterio, donde le sobrevendría la muerte en 1680. 